# Verified Audit Circulation
Verified Audit Circulation é uma empresa dos Estados Unidos fundada por Geraldine Knight em 1951 que realiza auditorias de circulação de publicações impressas gratuitas e pagas e de números de tráfego de sites. A empresa também fornece serviços de pesquisa personalizada e verifica o domínio da entrega dos produtos, tais como páginas amarelas e sacos de entrega de marca.
Como empresa de auditoria independente, a Verified Audit Circulation trabalha com números de circulação de publicação fornecidos por seus clientes editores, para verificar ou ajustar esses números de circulação, com base no exame dos registros financeiros e de impressão de uma publicação. Também podem ser realizadas pesquisas de campo para confirmar os números de circulação. As descobertas da auditoria de circulação são compiladas e liberadas nos relatórios de auditoria, que os anunciantes usam para tomar decisões sobre os canais de publicidade.

## História
Em meados do século XX, os jornais e revistas tradicionais de circulação paga se uniram a uma nova categoria de publicação: jornais e revistas de livre circulação, conhecidos como publicações comerciais ou de circulação controlada. Com o aumento do número de jornais e revistas gratuitos, em 1951, Geraldine Knight fundou a Verified Audit Circulation como a primeira empresa dedicada à auditoria dessas publicações.
Posteriormente, a Verified expandiu seus serviços para incluir auditorias de publicações pagas, publicações gratuitas e produtos entregues em domicílio. A adição de auditorias no site forneceu aos editores confirmação independente da atividade do visitante do site e garantia da entrega de anúncios no site.
Em 2008, a empresa estava auditando mais de mil publicações gratuitas e 250 pagas, além de mais de cem jornais alternativos semanais. Seus clientes de auditoria incluem The Washington Post, The Chicago Tribune, e Questex Media.
Em 2009, a Verified desenvolveu e lançou uma forma expandida de relatório de auditoria integrado para rastrear uma gama maior de parâmetros de circulação e público para os clientes. O novo tipo de relatório aborda a crescente diversificação da mídia, além dos formatos impressos e eletrônicos. O relatório de auditoria de plataforma cruzada complementa os números de circulação de impressão com dados sobre edições digitais, eventos, sites, seminários on-line, boletins eletrônicos e suplementos.
Durante 2011, a Verified expandiu suas diretrizes de circulação para permitir que os editores incluíssem publicações distribuídas em feiras e eventos entre seus números de circulação qualificados. Antes da atualização, a distribuição de feiras e eventos das publicações contava como circulação não qualificada.

## Filiação
Os clientes verificados são conhecidos como membros da organização e têm acesso total aos relatórios de circulação e aos recursos dos membros no site da Verified Audit Circulation. Compradores de mídia, anunciantes e agências de publicidade são elegíveis para associação gratuita a associados, que fornece acesso on-line a relatórios de auditoria, declarações do editor, downloads de dados de circulação e um boletim eletrônico verificado.
A Verified Audit Circulation está sediada em Larkspur, Califórnia.